# Tariq Lamptey
Tariq Kwame Nii-Lante Lamptey, född 30 september 2000, är en engelsk-ghanansk fotbollsspelare som spelar för Brighton & Hove Albion och Ghanas landslag.